# Liste der Nummer-eins-Hits in Südkorea (2005)
Dies ist eine Liste der Nummer-eins-Hits in Südkorea im Jahr 2005 basierend auf den offiziellen Charts der Music Industry Association of Korea (MIAK). Die MIAK-Charts wurden von 1999 bis 2008 monatlich für die meistverkauften Alben veröffentlicht.
Chartquellen aus dem Internet Archive:

## Alben
| ← 2004 ← | Liste der Nummer-eins-Hits in Südkorea | Liste der Nummer-eins-Hits in Südkorea    | Liste der Nummer-eins-Hits in Südkorea | 2006 →                    |
| \| Zeitraum \| Mt. ges. \| Interpret \| Titel \| Zusätzliche Informationen \| \| (Zeitraum, Monate auf Platz eins, Interpret, Titel, zusätzliche Informationen) \| \| \| \| \| \| ------------------------------------------------------------------------------ \| -------- \| ----------------------------------------- \| ----------------------- \| ------------------------- \| \| Januar 2005 1 Monat \| 1 \| Naul 나얼 \| Back to the Soul Flight \| – \| \| Februar 2005 1 Monat \| 1 \| Tei 테이 \| Ucupracacia \| – \| \| März 2005 1 Monat \| 1 \| Buzz 버즈 \| Effect \| – \| \| April 2005 – Mai 2005 2 Monate \| 2 \| SG Wannabe SG워너비 \| Saldaga \| – \| \| Juni 2005 1 Monat (insgesamt 2) \| 2 \| Kim Jong-kook 김종국 \| This Is Me \| – \| \| Juli 2005 1 Monat \| 1 \| Cool 쿨 \| Forever Cool \| – \| \| August 2005 1 Monat (insgesamt 2) \| 2 \| Kim Jong-kook 김종국 \| This Is Me \| – \| \| September 2005 1 Monat \| 1 \| TVXQ 동방신기 \| Rising Sun \| – \| \| Oktober 2005 1 Monat \| 1 \| g.o.d 지오디 \| Into the Sky \| – \| \| November 2005 1 Monat \| 1 \| Jo Sung-mo 조성모 \| Classic 1+1 \| – \| \| Dezember 2005 1 Monat \| 1 \| TVXQ & Super Junior 동방신기 & 슈퍼주니어 \| Show Me Your Love \| – \| |                                        |                                           |                                        |                           |
| ← 2004 |                                        |                                           |                                        | → 2006 →                  |
| Zeitraum | Mt. ges.                               | Interpret                                 | Titel                                  | Zusätzliche Informationen |
| (Zeitraum, Monate auf Platz eins, Interpret, Titel, zusätzliche Informationen) |                                        |                                           |                                        |                           |
| Januar 2005 1 Monat | 1                                      | Naul 나얼                                 | Back to the Soul Flight                | –                         |
| Februar 2005 1 Monat | 1                                      | Tei 테이                                  | Ucupracacia                            | –                         |
| März 2005 1 Monat | 1                                      | Buzz 버즈                                 | Effect                                 | –                         |
| April 2005 – Mai 2005 2 Monate | 2                                      | SG Wannabe SG워너비                       | Saldaga                                | –                         |
| Juni 2005 1 Monat (insgesamt 2) | 2                                      | Kim Jong-kook 김종국                      | This Is Me                             | –                         |
| Juli 2005 1 Monat | 1                                      | Cool 쿨                                   | Forever Cool                           | –                         |
| August 2005 1 Monat (insgesamt 2) | 2                                      | Kim Jong-kook 김종국                      | This Is Me                             | –                         |
| September 2005 1 Monat | 1                                      | TVXQ 동방신기                             | Rising Sun                             | –                         |
| Oktober 2005 1 Monat | 1                                      | g.o.d 지오디                              | Into the Sky                           | –                         |
| November 2005 1 Monat | 1                                      | Jo Sung-mo 조성모                         | Classic 1+1                            | –                         |
| Dezember 2005 1 Monat | 1                                      | TVXQ & Super Junior 동방신기 & 슈퍼주니어 | Show Me Your Love                      | –                         |